# 弗拉维奥·阿纳斯塔西亚
弗拉维奥·阿纳斯塔西亚（義大利語：Flavio Anastasia，1969年1月30日—），意大利男子自行车运动员。他曾代表意大利参加1992年夏季奥林匹克运动会自行车比赛，获得男子团体计时赛银牌。